# SLS 1326
SLS 1326:2008, intitulé Tamil (தமிழ்) character code for information interchange (littéralement : code de caractères tamoul pour  l’échange d’informations), est une norme srilankaise de codage de caractères, de disposition de clavier et de séquences de caractères ou de touches pour le tamoul. Elle est basée sur la norme ISO/CEI 10646 et Unicode. La disposition de clavier est basée sur le clavier Rengenathan.